# Brachygalaxias bullocki
Brachygalaxias bullocki är en fiskart som först beskrevs av Regan, 1908.  Brachygalaxias bullocki ingår i släktet Brachygalaxias och familjen Galaxiidae. IUCN kategoriserar arten globalt som otillräckligt studerad. Inga underarter finns listade.